# Paul Wille
Pour les articles homonymes, voir Wille.
Paul Wille, né le 16 juin 1949 à Eeklo est un homme politique belge flamand, membre du parti politique Open Vlaamse Liberalen en Democraten (en français « Libéraux et démocrates flamands »).

## Biographie
Il est ingénieur commercial et chef d'entreprise.[réf. nécessaire]

## Fonctions politiques
- Conseiller communal à Eeklo de 1970 à 1976 et depuis 2001
- Conseiller provincial de Flandre-Orientale de 1978 à 1999
- Député permanent de Flandre-Orientale de 1987 à 1999
- député au Parlement flamand :
  - depuis le 6 juillet 1999 au 7 juin 2009
- sénateur de communauté depuis le 8 juillet 1999 au 7 juin 2009
- sénateur coopté:
  - du 14 juillet 2009 au 6 mai 2010
- Membre et Vice-Président de l'Assemblée parlementaire du Conseil de l'Europe du 23 novembre 2004 au 12 novembre 2010[1]
- Vice-Président du groupe ALDE (Alliance of Liberals and Democrats for Europe)

## Distinctions
- Chevalier de l'ordre de Léopold (arrêté royal du 11 décembre 1997, à la date du 8 avril 1995)[2].

## Affaire médiatique
En 2017, il est associé dans la presse à la diplomatie du caviar de par sa proximité avec l'Azerbaïdjan. L'ancien sénateur était administrateur de l'Office de Communication d'Azerbaïdjan, une association sans but lucratif de Bruxelles reconnue pour mener des activités de lobbyisme au profit du gouvernement de Bakou,.